# Gazpacho

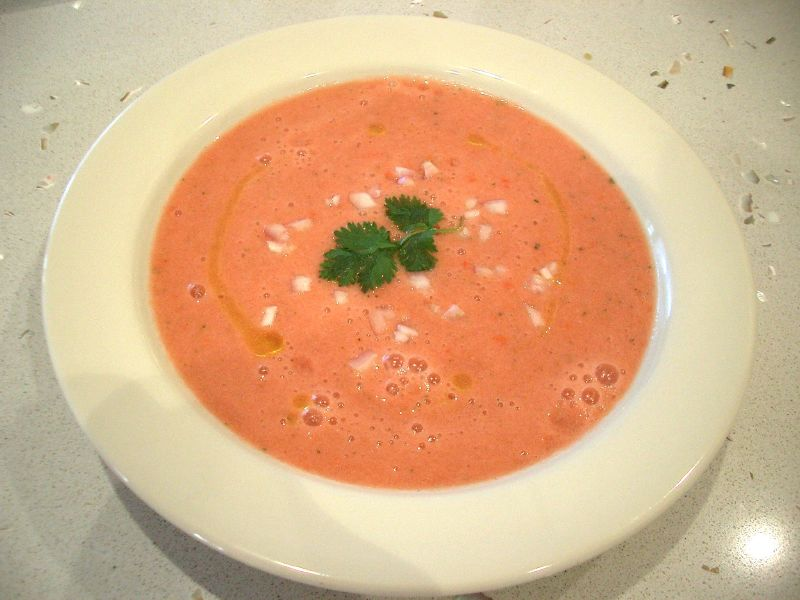
Gazpacho

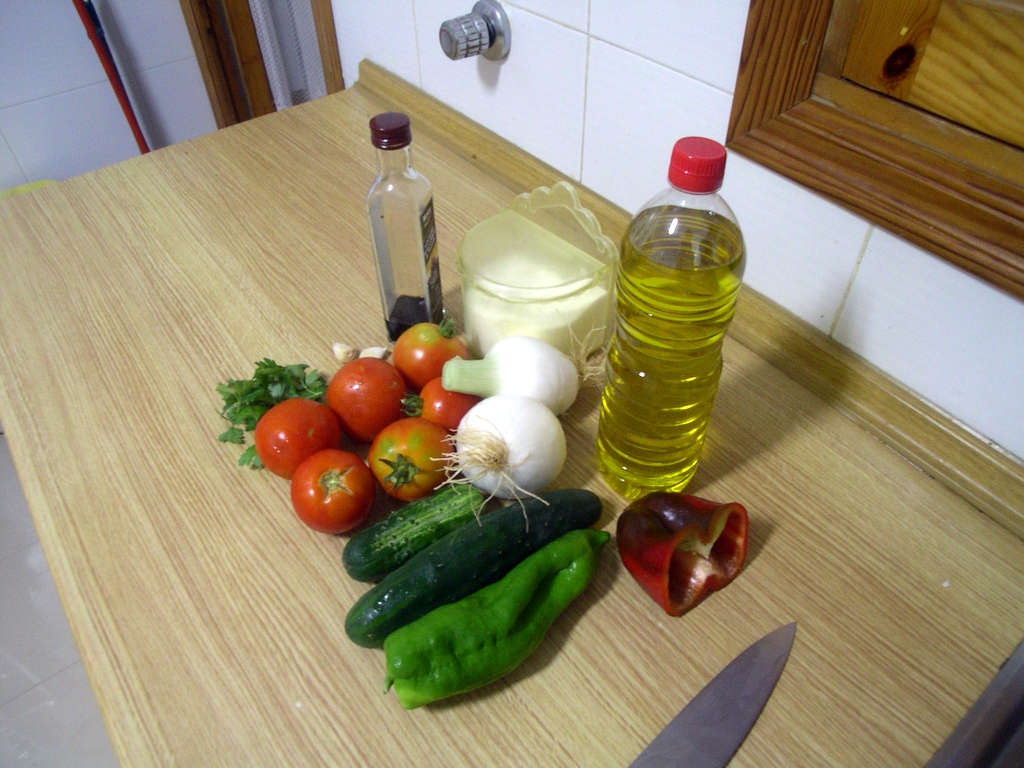
Ingredienti del gazpacho

Nella cucina spagnola, il gazpacho è una zuppa fredda a base di verdure crude, molto apprezzata d'estate in regioni come l'Andalusia.
Gli ingredienti principali sono tradizionalmente peperoni, pomodori, cetrioli, cipolla e aglio, arricchiti con erbe aromatiche.
Il piatto si mangia freddo e viene anche usato come aperitivo servito in un bicchiere, come energetico.

## Origine ed etimologia
Secondo un'ipotesi, il termine deriva dal portoghese caspacho, a sua volta proveniente dalla voce pre-romana caspa, derivante dalla lingua mozarabica (il suffisso -acho è in effetti mozarabico) col significato di "frammento", alludendo alla presenza di pezzi di pane. Esistono altre teorie meno accreditate, per esempio: in accadico il verbo kasâpu (frantumare) significa rompere in pezzi da distribuire. Secondo un'altra ipotesi, invece, la parola deriverebbe dall'aggettivo latino caccabaceus, che significa "relativo al calderone" (caccabus) e veniva applicato a un tipo di pane simile a quello che ancora oggi si usa per preparare il gazpacho manchego.
Il gazpacho può derivare dalla bevanda ellenica kykeon (chiamata posca dai Romani): una bevanda a base di acqua e vino. Con l'invasione araba della penisola iberica nell'VIII secolo, al gazpacho ellenico furono aggiunti sale e olio d'oliva. I primi gazpachos conosciuti avevano solo pane, aceto, olio, spesso aglio e talvolta noci macinate o mandorle.
La ricetta del gazpacho odierno con pomodoro e peperoni è relativamente recente, non antecedente al XIX secolo, dato che sono piante originarie del Nuovo Mondo e la loro coltivazione massiva a scopo alimentare in Europa è successiva al XVI secolo.